# سن بو (مهندس)
سن بو (بالصينية: 孙波) هو مهندس صيني، ولد في 1961 في الصين.